# Interferometria sejsmiczna
Interferometria sejsmiczna (ang. Seismic Interferometry, SI) – pasywna metoda sejsmiczna pozwalająca uzyskać impulsową odpowiedź ośrodka korzystając z pomiarów szumu sejsmicznego. Wykorzystując korelację sygnałów z pary odbiorników można obliczyć odpowiedź ośrodka zarejestrowaną na jednym z odbiorników tak, jak gdyby w miejscu drugiego działało źródło drgań.
Obrazowanie z wykorzystaniem interferometrii sejsmicznej opiera się na zabiegu wzajemnej korelacji przebiegów czasowych (sejsmogramów) z dwóch odbiorników prowadzących obserwację jednocześnie w dwóch różnych położeniach A i B. Uzyskany w ten sposób sygnał G(t) jest przebiegiem czasowym, który został by zarejestrowany na odbiorniku B gdyby w miejscu odbiornika A było aktywne źródło sejsmiczne generujące falę sejsmiczną.
Interferometria sejsmiczna jest również zwana odzyskiwaniem funkcji Greena, co dokładniej opisuje zachodzące zjawisko. Odpowiedź sejsmiczna od impulsywnego źródła punktowego jest z definicji równa funkcji Greena. Interferometria sejsmiczna pozwala uzyskać imitację funkcji Greena, stąd mowa o odzyskiwaniu. Jest to możliwe, jeżeli spełnione są następujące warunki:
- źródła szumu są nieskorelowane w czasie,
- źródła są rozłożone wokół odbiorników, aby zrekonstruować falę powierzchniową,
- energia pola falowego jest równo rozłożona między fale podłużne i poprzeczne (ekwipartycja).

W praktyce jedynie pierwszy warunek jest powszechnie spotykany, jednak rozpraszanie się fal sejsmicznych powoduje konwersję fal, co pozwala spełnić warunek ekwipartycji, a odbijanie się fal we wszystkich kierunkach zaspokaja warunek rozłożenia odbiorników.